# Rodney Celvin
Rodney Celvin Akwensivie (* 25. November 1996 in Serian, Malaysia) ist ein ghanaisch-malaysischer Fußballspieler.

## Verein
Rodney Celvin stand von 2016 bis 2017 beim Sarawak FA unter Vertrag. Der Verein aus dem Bundesstaat Sarawak spielte in der ersten malaysischen Liga, der Malaysia Super League. Ende 2017 musste der Verein als Tabellenelfter in die zweite Liga absteigen. Für Sarawak absolvierte er 12 Erstligaspiele. Nach dem Abstieg verließ er den Verein und schloss sich dem Erstligisten PKNS FC aus Petaling Jaya an. Hier unterschrieb er einen Zweijahresvertrag. Für PKNS stand er 34-mal in der ersten Liga auf den Spielfeld und erzielte dabei einen Treffer. Die Saison 2020 lief er für den ebenfalls in der ersten Liga spielenden Selangor FC auf. Hier bestritt acht Ligaspiele. Im Januar 2021 unterzeichnete er einen Leihvertrag über zwei Spielzeiten beim Erstligisten Kedah Darul Aman FC. Dort traf er in 31 Ligaspielen ein Mal. Zur Saison 2024 schloss er sich dann fest dem Kuching City FC an.

## Nationalmannschaft
Im August 2018 gehörte Akwensivie zum Kader der malaysischen U-23-Nationalmannschaft bei den Asienspielen in Indonesien und bestritt dort eine Partie. Im Gruppenspiel gegen Bahrain (2:3) wurde er in der 65. Minute für Adam Nor Azlin eingewechselt.